# Fritz Michael Hartmann
Fritz Michael Hartmann (født 25. februar 1909 i København, død 29. februar 2000) var en dansk embedsmand og modstandsmand. Han er Lars von Triers biologiske far.
Han tilhørte den kendte Hartmann-slægt, var søn af ingeniør Rudolph Puggaard Hartmann (død 1958) og hustru Michaela f. Hammerich (død 1953). Blev student fra Ordrup Gymnasium 1927 og cand. jur. 1933. Hartmann blev ansat i Socialministeriet samme år og avancerede til sekretær 1936, fuldmægtig 1942 og blev kontorchef i Ministeriet for særlige Anliggender 1945. Under Besættelsen var han modstandsmand tilknyttet Frit Danmarks tjenestemandsgrupper etableret 1943, og som bestod af embedsmand i centraladministrationen, der var modstandere af samarbejdet med Værnemagten. Isi Grünbaum blev formand for gruppen og den senere statsminister Viggo Kampmann medhjælper. Med i gruppen var Hartmann, Hans Topsøe-Jensen og Jørgen Jensen, kaldet "Den Lange". Gruppen havde især til formål at sprede illegale blade fra Frit Danmark i det administrative system og at modarbejde tyskvenlige ansatte. Det blev til bladet Danske Tjenestemænd, hvis første nummer udkom i slutningen af 1943.
Efter krigen blev Hartmann leder af Erstatningsrådets sekretariat 1946-49, kontorchef i Socialministeriet 1949 og retsformand for Invalideforsikringsretten 1954 indtil sin pensionering. Han var formand for bestyrelsen for De Puggaardske Legater og Ridder af 1. grad af Dannebrog.
Hartmann var gift med Benedicte født Leth (født 1. november 1918 i København), datter af direktør, grosserer Kai Leth og hustru Marie født Heering, men samtidig havde han en affære med sin underordnede, Inger Trier, født Høst, gift med Ulf Trier, og som også havde været involveret i modstandsarbejde. Sammen fik de i 1956 sønnen Lars Trier, som imidlertid blev holdt i uvidenhed om, hvem der var hans biologiske far. Først på sit dødsleje i 1989 fortalte moderen, at Hartmann var Lars von Triers far. Men da Lars von Trier opsøgte Hartmann, blev han langt fra hjerteligt modtaget, for Hartmann ville ikke have noget med Trier at gøre. Hartmann døde i 2000.
Modsat offentlige udtalelser, som Trier fremkom med i 2011, var faderen hverken tysker eller nazist.